# Обшарська Раїса Володимирівна
Раїса Володимирівна Обшарська (нар. 9 серпня 1964, с. Устечко, Україна) — українська літераторка, поетеса. Член Національних спілок журналістів (2009) та письменників (2013) України.

## Життєпис

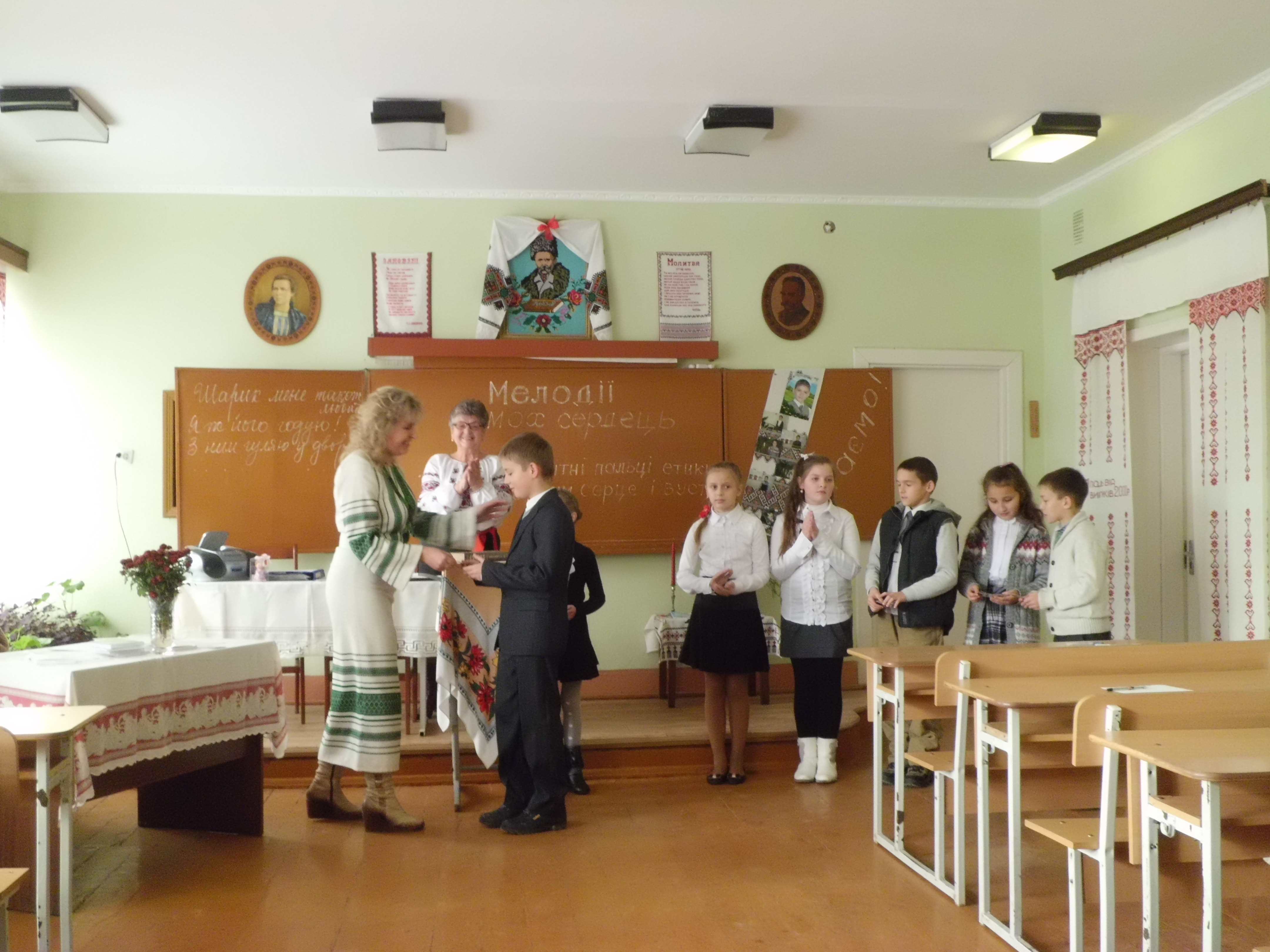
Раїса Обшарська на посвяті юних поетів у Колиндянській ЗОШ

Раїса Обшарська народилася 9 серпня 1964 року в селі Устечко Кременецького району Тернопільської області України.
Закінчила Чортківське педагогічне училище (1983, нині гуманітарно-педагогічний коледж), Рівненський педагогічний інститут (1995, нині державний гуманітарний університет, за спеціальністю — педагогіка та психологія дошкільна).
Працює на посаді завідувачки дошкільним навчальним закладом № 1 м. Чорткова.
Упродовж кількох років очолювала клуб «Натхнення» для обдарованих школярів м. Чорткова. Веде тематичний гурток «Зернятко» для дітей дошкільного віку.

## Нагороди
- всеукраїнська літературно-мистецька премія імені Братів Богдана та Левка Лепких (2023) — за книги останніх років «Перелітні сніговими: оповідання» та книги віршів «Кулі в трояндах»[1].
- дипломант обласного конкурсу «Голос серця», присвяченому 10-ій річниці Незалежності України (2001).
- диплом І ступеня другого обласного конкурсу, присвяченого пам'яті Володимира Вихруща, за поему «Нескорена доля».
- подяка і пам'ятна ваза від Чортківської міської ради — за активну громадську діяльність та вагомий внесок у розвиток рідного краю (міський голова І. М. Билиця, 2009).
- Подяка за підготовку матеріалів для радіопередач Чортківського районного радіомовлення (редактор Р. К. Островський).
- Лауреат конкурсу «Людина року (Тернопільщина)» (2009).
- Почесна грамота Літературного конкурсу «Pro Patria!» (2014, м.Дрогобич).
- Дипломант ІІІ ступеня XIX Бойківського літературно-краєзнавчого конкурсу імені Мирона Утриска — за книги «Танці на крилі яструба» та «Серце у вогні» (2015, м.Турка)[2]
- Лауреат IV Всеукраїнського літературного конкурсу імені Володимира Дроцика[3] у номінації «Поезія» (2015, м.Червоноград).

## Доробок
Твори надруковані у колективних збірниках «Освітянська скриня», «Подільська толока», «Рушник», літературно-мистецьких альманахах «Пектораль», «Сонячне гроно», «Поетична Шевченкіана Тернопілля», пісенних збірках «Мелодії тернового поля», «На крилах надії».
Написала переднє слово до збірника «Літературно-мистецька та наукова Чортківщина» (автори Яромир та Ольга Чорпіти, м. Чортків, 2007).
Збірки поезій
- «Краплини серця полум'яні» (2001),
- «Місто нев'янучих квітів» (2002),
- «Цілунки диких перехресть» (2003),
- «Арія синички» (2004),
- «Я розкажу Вам про Любов» (2004),
- «У тінях папороті» (2005),
- «Мелодія літньої ночі» (2006),
- «У міжгір'ї буття» (2006),
- «Сповідь червоної нитки» (2008),
- «Медунки для мрійниці» (2010),
- «Танці на крилі яструба» (2014),
- «Промінчик у долонці» (2015)[4],
- «Римовані сни» (2016)[5].
- «Поцілунки» (2019)[6]